# ТЭЦ-21
ТЭЦ-21 — предприятие энергетики московской энергосистемы, расположенное на севере Москвы (Дмитровский район, промышленная зона Коровино). Входит в состав территориальной генерирующей компании «Мосэнерго». Станция имеет электрическую мощность 1765 МВт, тепловую — 4918 Гкал/ч, считается одной из крупнейших тепловых станций Европы и обеспечивает теплом примерно пятую часть населения Москвы, то есть около 3 млн человек. В год ТЭЦ-21 вырабатывает 9,1 млрд кВт·ч электроэнергии.

## История

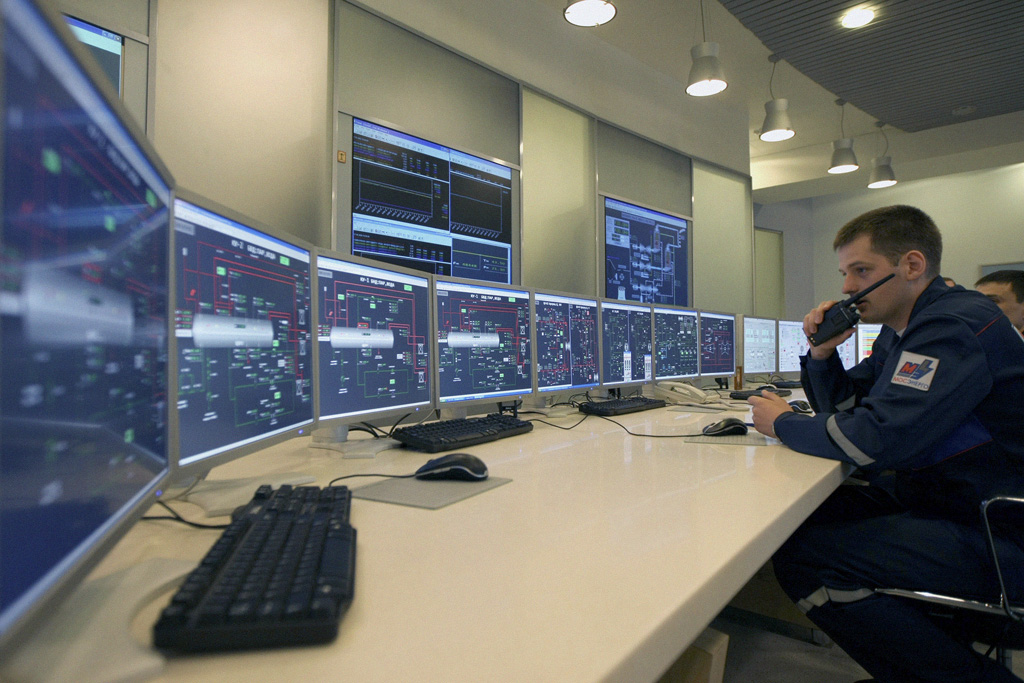
Щит управления парогазовым энергоблоком № 11 ПГУ-450Т на ТЭЦ-21. 2008 год.

Строительство ТЭЦ-21 было начато в марте 1960 года. В 1964 году строительство первой очереди из трёх энергоблоков суммарной мощностью 300 МВт было завершено. К 1983 году в составе станции было уже 10 энергоблоков. После замены в 1989—1995 годах выработавших ресурс блоков с 1 по 4 установленная электрическая мощность ТЭЦ составила 1330 МВт.
В 1994 году на станции был запущен первый в России детандер-генераторный комплекс мощностью 10 МВт, состоящий из двух детандер-генераторных агрегатов ДГА-5000. Комплекс получает электричество при обязательном на ТЭЦ процессе понижения давления газа из магистрального газопровода.
17 июня 2008 года в эксплуатацию был введён новый энергоблок ПГУ-450Т мощностью 450 МВт, на треть повысивший электрическую мощность станции (до 1765 МВт). Для его эксплуатации также была сооружена металлическая дымовая труба высотой 120 м.
С 2008 по январь 2009 года к ТЭЦ-21 была приписана ТЭЦ-28, служащая для экспериментальных целей и отработки новых технологий для внедрения на других предприятиях. С января 2009 года ТЭЦ-28 вошла в состав ТЭЦ-21 как «очередь-28».
Для компенсации ущерба, наносимого окружающей среде работой ТЭЦ, действует ряд специальных мероприятий, благодаря которым с 1994 по 2004 год удалось в 5 раз снизить объёмы выбросов оксидов азота в атмосферу. Планируется внедрение ряда мер по снижению шумности, в результате действия которых радиус санитарно-защитной зоны ТЭЦ уменьшится с 2,5 км до 1,1 км. Помимо этого с 2002 года эксплуатируется схема очистки циркуляционной воды, что позволило снизить показатели жёсткости и уменьшить её потребление.

## Интересные факты
- В ночь с 3 на 4 января 1979 года на ТЭЦ-21 произошёл пожар из-за разрыва корпуса стальной задвижки на линии байпаса (мазутного регулирующего клапана). Мазут и дизельное топливо, разогретые до 140 градусов, под давлением 30 атмосфер хлынули из трубопровода диаметром 800 мм на работающий раскалённый котёл № 2. Весь обслуживающий персонал станции покинул здание из-за явной угрозы[7].
- ТЭЦ-21 обладает самым большим количеством градирен среди московских электростанций: их 10.

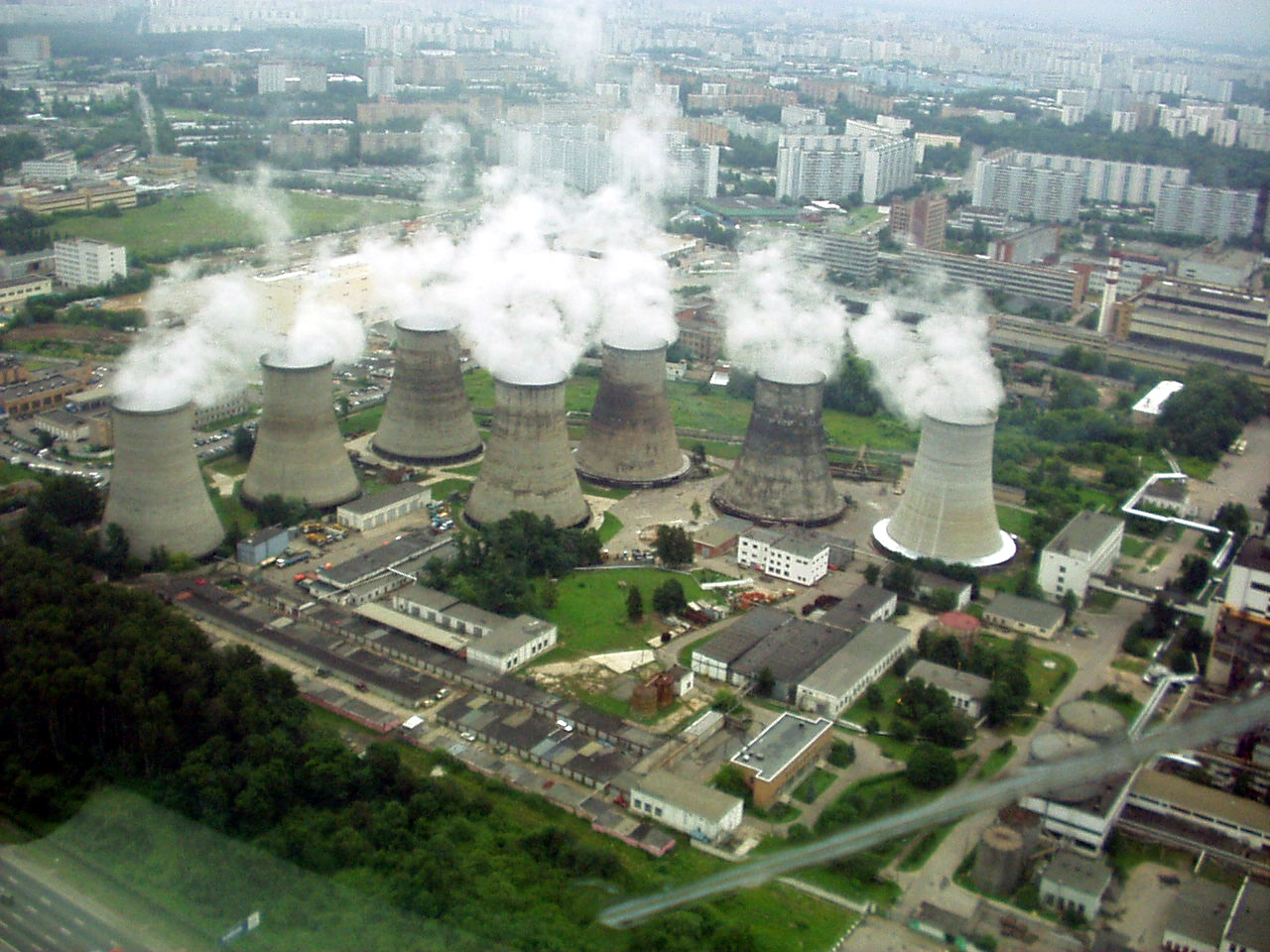
Градирни ТЭЦ-21 на Лобненской улице

## Перечень основного оборудования
| Агрегат                                     | Тип                                  | Изготовитель                                                | Количество                           | Годы ввода в эксплуатацию            | Основные характеристики              | Основные характеристики              | Источники                            |
| Агрегат                                     | Тип                                  | Изготовитель                                                | Количество                           | Годы ввода в эксплуатацию            | Параметр                             | Значение                             | Источники                            |
| Оборудование паротурбинных установок        | Оборудование паротурбинных установок | Оборудование паротурбинных установок                        | Оборудование паротурбинных установок | Оборудование паротурбинных установок | Оборудование паротурбинных установок | Оборудование паротурбинных установок | Оборудование паротурбинных установок |
| ------------------------------------------- | ------------------------------------ | ----------------------------------------------------------- | ------------------------------------ | ------------------------------------ | ------------------------------------ | ------------------------------------ | ------------------------------------ |
| Паровой котёл                               | ТГМ-96А,Б (Е-480-13,8-560ГМ)         | Таганрогский котельный завод «Красный котельщик»            | 8                                    | 1963—1983                            | Топливо                              | газ, мазут                           | [ 8 ]                                |
| Паровой котёл                               | ТГМ-96А,Б (Е-480-13,8-560ГМ)         | Таганрогский котельный завод «Красный котельщик»            | 8                                    | 1963—1983                            | Производительность                   | 480 т/ч                              | [ 8 ]                                |
| Паровой котёл                               | ТГМ-96А,Б (Е-480-13,8-560ГМ)         | Таганрогский котельный завод «Красный котельщик»            | 8                                    | 1963—1983                            | Параметры пара                       | 140 кгс/см², 560 °С                  | [ 8 ]                                |
| Паровой котёл                               | ТГМП-314 (Пп-1000-255)               | Таганрогский котельный завод «Красный котельщик»            | 2                                    | 1974; 1975                           | Топливо                              | газ, мазут                           | [ 8 ]                                |
| Паровой котёл                               | ТГМП-314 (Пп-1000-255)               | Таганрогский котельный завод «Красный котельщик»            | 2                                    | 1974; 1975                           | Производительность                   | 1000 т/ч                             | [ 8 ]                                |
| Паровой котёл                               | ТГМП-314 (Пп-1000-255)               | Таганрогский котельный завод «Красный котельщик»            | 2                                    | 1974; 1975                           | Параметры пара                       | 255 кгс/см², 555 °С                  | [ 8 ]                                |
| Паровая турбина                             | Т-110/120-130 Т-116/125-130          | Уральский турбинный завод                                   | 6                                    | 1983; 1989; 1990; 1992; 1995; 2006   | Установленная мощность               | 110 МВт                              | [ 8 ]                                |
| Паровая турбина                             | Т-110/120-130 Т-116/125-130          | Уральский турбинный завод                                   | 6                                    | 1983; 1989; 1990; 1992; 1995; 2006   | Тепловая нагрузка                    | 175 Гкал/ч                           | [ 8 ]                                |
| Паровая турбина                             | Т-100-130                            | Уральский турбинный завод                                   | 1                                    | 1968                                 | Установленная мощность               | 100 МВт                              | [ 8 ]                                |
| Паровая турбина                             | Т-100-130                            | Уральский турбинный завод                                   | 1                                    | 1968                                 | Тепловая нагрузка                    | 160 Гкал/ч                           | [ 8 ]                                |
| Паровая турбина                             | ПТ-80/100-130/13                     | Ленинградский металлический завод                           | 1                                    | 1987                                 | Установленная мощность               | 65 МВт                               | [ 8 ]                                |
| Паровая турбина                             | ПТ-80/100-130/13                     | Ленинградский металлический завод                           | 1                                    | 1987                                 | Тепловая нагрузка                    | 127 Гкал/ч                           | [ 8 ]                                |
| Паровая турбина                             | Т-250/300-240                        | Уральский турбинный завод                                   | 2                                    | 1974; 1975                           | Установленная мощность               | 250 МВт                              | [ 8 ]                                |
| Паровая турбина                             | Т-250/300-240                        | Уральский турбинный завод                                   | 2                                    | 1974; 1975                           | Тепловая нагрузка                    | 330 Гкал/ч                           | [ 8 ]                                |
| Водогрейное оборудование                    |                                      |                                                             |                                      |                                      |                                      |                                      |                                      |
| Водогрейный котел                           | ПТВМ-100                             | Бийский котельный завод; Дорогобужский котельный завод      | 4                                    | 1963—1968                            | Топливо                              | газ, мазут                           | [ 8 ]                                |
| Водогрейный котел                           | ПТВМ-100                             | Бийский котельный завод; Дорогобужский котельный завод      | 4                                    | 1963—1968                            | Тепловая мощность                    | 100 Гкал/ч                           | [ 8 ]                                |
| Водогрейный котел                           | ПТВМ-180                             | Барнаульский котельный завод; Дорогобужский котельный завод | 10                                   | 1969—1976                            | Топливо                              | газ, мазут                           | [ 8 ]                                |
| Водогрейный котел                           | ПТВМ-180                             | Барнаульский котельный завод; Дорогобужский котельный завод | 10                                   | 1969—1976                            | Тепловая мощность                    | 180 Гкал/ч                           | [ 8 ]                                |
| Водогрейный котел                           | КВГМ-180-150                         | Барнаульский котельный завод                                | 2                                    | 1985—1986                            | Топливо                              | газ, мазут                           | [ 8 ]                                |
| Водогрейный котел                           | КВГМ-180-150                         | Барнаульский котельный завод                                | 2                                    | 1985—1986                            | Тепловая мощность                    | 180 Гкал/ч                           | [ 8 ]                                |
| Оборудование парогазовой установки ПГУ-450Т |                                      |                                                             |                                      |                                      |                                      |                                      |                                      |
| Газовая турбина                             | ГТЭ-160                              | Силовые машины (по лицензии Siemens)                        | 2                                    | 2008                                 | Топливо                              | газ                                  | [ 8 ] [ 10 ]                         |
| Газовая турбина                             | ГТЭ-160                              | Силовые машины (по лицензии Siemens)                        | 2                                    | 2008                                 | Установленная мощность               | 150 МВт                              | [ 8 ] [ 10 ]                         |
| Газовая турбина                             | ГТЭ-160                              | Силовые машины (по лицензии Siemens)                        | 2                                    | 2008                                 | Температура выхлопа                  | 537 °C                               | [ 8 ] [ 10 ]                         |
| Котёл-утилизатор                            | П-116 (Пр-224/51-7,70/0,58-509/206)  | «ЗиО-Подольск»                                              | 2                                    | 2008                                 | Производительность                   | 224 т/ч                              | [ 8 ]                                |
| Котёл-утилизатор                            | П-116 (Пр-224/51-7,70/0,58-509/206)  | «ЗиО-Подольск»                                              | 2                                    | 2008                                 | Параметры пара                       | 77 кгс/см, 509 °С                    | [ 8 ]                                |
| Котёл-утилизатор                            | П-116 (Пр-224/51-7,70/0,58-509/206)  | «ЗиО-Подольск»                                              | 2                                    | 2008                                 | Тепловая мощность                    | 0 Гкал/ч                             | [ 8 ]                                |
| Паровая турбина                             | Т-125/150-7,4                        | Силовые машины                                              | 1                                    | 2008                                 | Установленная мощность               | 125 МВт                              | [ 8 ]                                |
| Паровая турбина                             | Т-125/150-7,4                        | Силовые машины                                              | 1                                    | 2008                                 | Тепловая нагрузка                    | 300 Гкал/ч                           | [ 8 ]                                |